# Allium dirphianum
Allium dirphianum — вид рослин з родини амарилісових (Amaryllidaceae); ендемік Греції.

## Опис
Цибулина яйцювата, довжиною 10–15 мм; зовнішні оболонки блідо-коричневі; внутрішні — жовтуваті. Стебло заввишки 16–30 см, прямовисне, діаметром до 3 мм, вкрите листовими піхвами на 1/2–3/4 довжини. Листків 2–3(4), голі, напівциліндричні, завдовжки 8–12 см, 1–2 мм завширшки. Суцвіття розлоге, 8–25(35)-квіткове; квітконіжки завдовжки 10–35 мм. Оцвітина дзвінчаста; листочки оцвітини еліптичні, рожевувато-білі, з коричнювато-пурпурним відтінком, з верхівкою округлою і шпилястою, довжиною 6 мм, зовнішні шириною 2.7–3.0 мм, внутрішні 2.3–2.5 мм. Тичинкові нитки білі, пиляки білі з рожевим відтінком. Коробочка зворотно-яйцювата, 5.5–6 × 4.8–5 мм. 2n=32.

## Поширення
Ендемік гори Дірфіос на острові Еввія, Греції.
Зростає на висоті 1400—1500 м, на багаторічних трав'янистих луках гірського поясу на тіньових схилах.